# أدهم الشرقاوي (مسلسل)
أدهم الشرقاوي مسلسل تلفزيوني مصري عرض في رمضان 2009 يحكي قصة أدهم الشرقاوي الشاب صغير السن الذي يقرر أن يرفع الظلم عن أهل قريتة ويقع في حب بنت ريفية بسيطة. إخراج : باسل الخطيب، تأليف : محمد الغيطي.

## بطولة
- محمد رجب : أدهم الشرقاوي
- أحمد هارون (ممثل)
- نسرين إمام : صفية
- دوللي شاهين : مهجة
- جمال إسماعيل
- وفاء سالم
- ميار الغيطي
- عادل شعبان
- أحمد ماهر : العمدة سباعي
- غسان مطر
- محمد وفيق
- سمير صبري
- نرمين زعزع : صوفيا
- نيرة عارف